# Хари Сетери
Хари Сетери (фин. Harri Säteri — Тоијала, 29. децембар 1989) професионални је фински хокејаш на леду који игра на позицији голмана. 
Члан је сениорске репрезентације Финске за коју је на међународној сцени дебитовао на светском првенству 2017. године.

## Каријера
Професионалну играчку каријеру Сетери започиње 2008. као играч екипе ХК Тапара са којом се такмичио у финској лиги. У лето исте године учествовао је на улазном драфту НХЛ лиге где га је као 106. пика у четвртој рунди одабрала екипа Сан Хозе шаркса. У јуну 2010. потписао је трогодишњи уговор са Шарксима, а најближи првој постави био је у новембру 2011. када је услед повреде два стандардна голмана тима био прва резерва тада првом чувару мреже Шаркса Томасу Грајсу. Све три сезоне док је био под уговором са Шарксима играо је за њихову АХЛ развојну филијалу из Вустера.
По истеку уговора са Шарксима враћа се у Европу и потписује за руског КХЛ лигаша Витјаз за који игра од сезоне 2014/15. 